# Atelopus quimbaya
Atelopus quimbaya és una espècie de granota de la família dels bufònids. Aquesta espècie és coneguda només dels entorns de la localitat tipus a la frontera dels departaments Risaralda i Quindio, al centre-oest de Colòmbia, entre els 2.200 i 2.900 metres d'altitud. És possible que la seva distribució sigui més àmplia.
Viu en la vegetació al llarg dels rierols en boscos andins i sub-andins; no ha estat registada mai fora de l'àmbit forestal. Es reprodueix en rierols i les larves es crien en aquests.